# Chaca chaca
Chaca chaca es una especie de pez Siluriformes de la familia Chacidae.

## Morfología
Los machos pueden llegar alcanzar los 20 cm de longitud total.

## Hábitat
Es un pez de agua dulce y de clima tropical (22 °C-24 °C).

## Distribución geográfica
Se encuentran en Asia: India, Bangladés, Nepal, y Birmania.